# Joe Rokocoko
Josevata Taliga „Joe“ Rokocoko (6. června 1983, Nadi) je bývalý novozélandský ragbista, který hrál na pozici křídla. Za Nový Zéland odehrál 68 zápasů a položil 46 pětek (2003 – 2010). Ve své době byl považován za nástupce Jonaha Lomua. Na MS 2003 si připsal v 5 zápasech 6 pětek a obsadil s reprezentací 3. místo. Zvítězil s ní pětkrát v Poháru 3 národů (2003, 2005 – 2007, 2010). V prvních dvou případech byl hráčem, co položil nejvíce pětek na tomto turnaji. Po odchodu do Francie v roce 2011 si už za reprezentaci nikdy nezahrál.
Na klubové úrovni se stal vítězem Super Rugby v roce 2003 s klubem Blues a vítězem francouzské ligy s týmem Racing 92 v sezoně 2015/16. V roce 2010 položil v Super Rugby nejvíce pětek společně s Drewem Mitchellem (9). Po konci své kariéry se stal součástí trenérského a konzultačního týmu Racing 92.

## Klubová kariéra
- 2003 – 2011 Blues
- 2011 – 2015 Aviron Bayonnais
- 2015 – 2019 Racing 92